# Крафт, Гвидо
Гви́до Крафт (нем. Guido Krafft; 15 декабря 1844, Вена — 21 февраля 1907, Вена) — австрийский агроном.

## Биография
Высшее образование получил в Венском университете, специальное — в Высшей сельскохозяйственной школе в Унгариш-Альтенбурге, в которой по окончании курса был назначен ассистентом, а затем профессором. С 1884 года служил профессором и ректором Венской высшей технической школы.

## Труды
- Lehrbuch der Landwirtschaft (7-е изд., 4 т., Б., 1899—1902);
- Illustriertes Landwirtschafts-Lexikon (3-е изд., Б., 1900);
- Ein Grossgrundbesitz der Gegenwart (Вена, 1872).

Под редакцией Крафта выходили:
- Oesterreihisches landwirtschaftliches Wochenblatt,
- Oesterr.-Ungarischer landwirtschaftlicher Kalender,
- Oesterr.-Ungarische landwirtschaftliche Bücherei.